# نوبوکی هارا
نوبوکی هارا (انگلیسی: Nobuki Hara؛ زادهٔ ۶ سپتامبر ۱۹۷۹) بازیکن فوتبال اهل ژاپن است.
از باشگاه‌هایی که در آن بازی کرده‌است می‌توان به باشگاه فوتبال ویسل کوبه، باشگاه فوتبال یوکوهاما مارینوس، و باشگاه فوتبال سرزو اوساکا اشاره کرد.